# Cinetata gradata
Genre
Espèce
Synonymes
- Erigone gradata Simon, 1882

Cinetata gradata, unique représentant du genre Cinetata, est une espèce d'araignées aranéomorphes de la famille des Linyphiidae.

## Distribution
Cette espèce se rencontre en Europe.

## Description
Le mâle holotype mesure 1,3 mm.
La femelle décrite par Simon en 1884 mesure 1,3 mm.
Les mâles mesurent de 1,3 à 1,6 mm et les femelles de 1,3 à 1,6 mm.

## Systématique et taxinomie
Cette espèce a été décrite sous le protonyme Erigone gradata par Simon en 1882. Elle est placée dans le genre Grammonota par Simon en 1884, dans le genre Cineta par Simon en 1894 puis dans le genre Cinetata par Wunderlich en 1995.
Ce genre a été décrit par Wunderlich en 1995 dans les Linyphiidae.

## Publications originales
- Simon, 1882 : « Description d'espèces nouvelles du genre Erigone. » Bulletin de la Société Zoologique de France, vol. 6, p. 233-257 (texte intégral).
- Wunderlich, 1995 : « Zur Taxonomie europäischer Gattungen der Zwergspinnen (Arachnida: Araneae: Linyphiidae: Erigoninae). » Beiträge zur Araneologie, vol. 4, p. 643-654.